# Piccerè
Piccerè è il primo album di Corrado, pubblicato nel 1986.

## Tracce
1. Me sò scucciato 'e te – 2:50
2. Piccola mia – 3:28
3. 'A primma vota – 3:09
4. Vasame – 2:58
5. Luna di miele – 3:15
6. Te voglio spusà – 2:28
7. Aspetto a tte – 2:19
8. Viene addù me – 3:20
9. Chi sì, che vuò – 3:18
10. Piccerè – 4:04